# Thoma Gaqi
Thoma Gaqi (* 21. August 1948 in Korça) ist ein albanischer Komponist und Hochschullehrer.

## Leben
Im südostalbanischen Korça geboren, begann Thoma Gaqi seine Studien in Violine und Musiktheorie in seiner Heimatstadt, ehe er an das Kunstlyzeum „Jordan Misja“ in Tirana wechselte. Von 1966 bis 1972 studierte er Komposition bei Çesk Zadeja am Konservatorium von Tirana (der späteren Akademia e Arteve und heutigen Universität der Künste Tirana), wo er in der Folge eine Lehrstelle für Harmonielehre erhielt. 1973 heiratete er die Musikwissenschaftlerin Irisha Skendi, seine Söhne sind die Pianisten Pirron und Gjergjin Gaqi.
Von 1979 bis 1983 war er künstlerischer Leiter des Nationaltheaters für Oper und Ballett der albanischen Hauptstadt. Anschließend kehrte er an die Akademia e Arteve zurück, wo er eine Professur für Harmonie und Komposition erhielt. 1988 wurde er Leiter der Kompositionsabteilung. 1992 übersiedelte er als Direktor der Musikschule „Tefta Tashko Koço“ nach Korça. Ab 1996 war er erneut Kompositionslehrer an der Akademia e Artebe in Tirana. Zu seinen Schülern zählten unter anderen die Komponisten Endri Sina, Fatos Lumani, Enris Qinami und Gerti Druga.
Thoma Gaqis Musik kommt aus der modal-tonal gebundenen Tradition und ist weitgehend dem im früheren kommunistischen Herrschaftsbereich und damit auch in der damaligen Volksrepublik Albanien propagierten Sozialistischen Realismus verpflichtet. Gerne greift er Elemente der albanischen Volksmusik und historische Themen des Landes auf. Für sein schöpferisches und pädagogisches Wirken erhielt er zahlreiche nationale Preise und Ehrungen, so unter anderen den Titel eines „Verdienten Künstlers“ (1984). Anlässlich seines 70. Geburtstages verlieh ihm die Universität der Künste Tirana den Titel eines „Professor Emeritus“. Gaqi ist weiterhin vielfältig im albanischen Musikleben und international als Juror tätig. 2022 wurde ihm eine Ehrenrente der albanischen Regierung zuerkannt.

## Werke (Auswahl)

### Orchester
- Batikroma für Streichorchester[7]

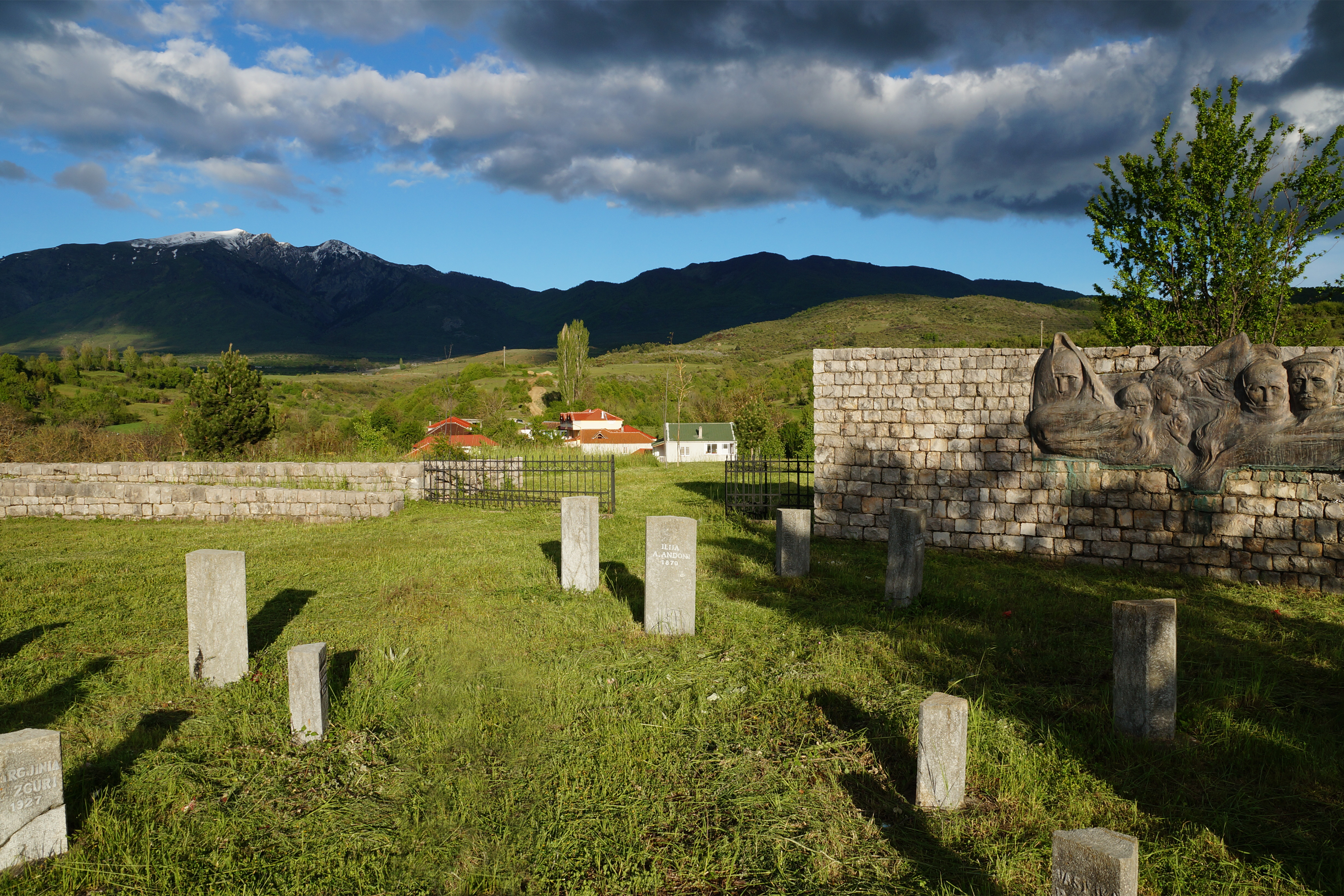
Borova – Gedenkstätte für das Massaker der deutschen Wehrmacht 1943

- Borova. Sinfonische Dichtung (1972)
- Konzert für Streichorchester
- Marsch der XXVII. Offensivbrigade
- Morgendämmerung der Freiheit. Sinfonisches Scherzo
- Ouvertüre
- Rhapsodie Nr. 1 „Albanien feiert“ (1977)
- Rhapsodie Nr. 2
- Sinfonie Nr. 1
- Zwei Sinfonische Tänze (1981)[8]

### Soloinstrument(e) und Orchester
- Ballade für Violine und Orchester
- Konzert für Violine und Orchester
- Konzert für Violoncello und Orchester
- Konzert-Poeme für Violine und Orchester
- Konzert-Rhapsodie für Violine, Violoncello und Orchester „Toka ime, kënga ime“ (Mein Land, mein Lied) (1979)

### Duos und Kammermusik
- AsCHEDis. Trio für Klarinette, Viola und Klavier
- Zwei Sinfonische Tänze. Fassung für Klavier zu vier Händen (1981/2013)

### Film
- Përballimi, Regie: Viktor Gjika (1976)[9]
- Vjeshtë e nxehtë e '41, Regie: Albert Xholi, Eduart Makri (1985)